# Institution of Electrical Engineers
Die Institution of Electrical Engineers, abgekürzt IEE, war eine Standesvertretung für in Ingenieurwesen und Technologiebereich tätige Personen in Großbritannien. Sie wurde 1871 gegründet und ging 2006 gemeinsam mit der Institution of Incorporated Engineers in der Institution of Engineering and Technology (IET) auf. Diskussionen über den Zusammenschluss der Institution of Electrical Engineers und der Institution of Incorporated Engineers begannen 2004, danach folgte eine Abstimmung unter den Mitgliedern und aufgrund der Unterstützung für den Zusammenschluss wurde dieser am 31. März 2006 vollzogen.
Vor 2006 war die IEE die größte europäische technische Standesvertretung mit einer Mitgliederzahl von rund 120.000.
Sie verleihen jährlich die Faraday-Medaille (IEE).